# Susan Floyd
Susan Floyd (Cincinnati, 13 mei 1968) is een Amerikaanse actrice.

## Biografie
Floyd wilde eigenlijk een carrière beginnen in de opera, zij woonde in New York en werkte in lokale theaters waar zij in diverse toneelstukken speelde. Vanuit het theater is zij begonnen als actrice voor de televisie.
Floyd begon in 1988 met acteren voor de televisie in de televisieserie One Life to Live. Hierna heeft zij nog meerdere rollen gespeeld in televisieseries en films zoals Then Came You (2000), Law & Order (2002-2006), The Invasion (2007) en Runaway (2006-2008).
Floyd is in 2010 getrouwd en heeft uit dit huwelijk twee kinderen, een zoon en een dochter.

## Filmografie

### Films
Uitgezonderd korte films.
- 2007 Tattered Angel – als Julie Morrison
- 2007 The Invasion – als Pam
- 2006 Forgiven – als Kate Miles
- 2006 Brother's Shadow – als Emily
- 2003 Particles of Truth – als Louise
- 2001 Domestic Disturbance – als Diane
- 2000 Chinese Coffee – als Joanna
- 1999 Random Hearts – als Molly Roll
- 1996 Breathing Room – als Kathy
- 1996 Big Night – als Joan

### Televisieseries
Uitgezonderd eenmalige gastrollen.
- 2006 – 2008 Runaway – als Gina Bennett – 7 afl.
- 2002 – 2006 Law & Order – als Jessica Sheets – 3 afl.
- 2000 Then Came You – als Billie Thornton – 13 afl.
- 1988 – 1989 One Life to Live – als advocate van Chandler - ? afl.

- Library of Congress Control Number: no2003071692
- Virtual International Authority File: 14462487
- WorldCat: E39PBJjhGMY8xkbr9tpfxCr8YP